# Christopher Neil Sportscars
Christopher Neil Sportscars war ein britischer Fahrzeughändler und Hersteller von Automobilen.

## Unternehmensgeschichte
Christopher Dunscombe und Neil Shepherdson vertrieben in ihrem Unternehmen in Northwich in der Grafschaft Cheshire Fahrzeuge von Lotus Cars. Sie begannen 1984 mit der Produktion von Automobilen und Kits. Der Markenname lautete CN. 1989 endete die Produktion. Insgesamt entstanden etwa 120 Exemplare. Nachfolger des Unternehmens wurde Oakmere Lotus, die heute noch existieren.

## Fahrzeuge
Das einzige Modell war der Sprint. Dies war die Nachbildung des Lotus Elan. Jago Automotive fertigte das Fahrgestell. Darauf wurde eine Karosserie aus Fiberglas montiert. Neben einem originalen Lotus-Motor war auch ein Motor von Ford erhältlich.